# Бундевоглави 4: Крвава завада
Бундевоглави 4: Крвава завада (енгл. Pumpkinhead: Blood Feud) је британско-америчко-румунски хорор филм из 2007. године, режисера Мајкла Херста, са Ејми Менсон, Ленсом Хенриксеном, Лин Верал и Бредлијем Тејлором у главним улогама. Наставак је филма Бундевоглави 3: Пепео пепелу, али прича није повезана са радњом из претходног дела. Од ликова из претходних делова враћају се вештица Хагис, Ед Харли и главни антагониста, Бундевоглави.
Филм је добио позитивније рецензије од свог претходника. Критичари, Џон Кондит и Дејвид Џонсон, назвали су га „помало старомодним, али интересантним”. Сниман је у Букурешту, упоредно са својим претходником. Премијерно је приказан на Syfy каналу.

## Радња
Двоје заљубљених, Џоди Хетфилд и Рики Мекој, налазе се између својих завађених породица. Када Џодина браћа нехотице изазову смрт Рикијеве сестре, он, у жељи за осветом, одлази код вештице Хагис и баца клетву Бундевоглавог на све чланове породице Хетфилд. Убрзо схвата да је клетвом обухваћена и Џоди...

## Улоге
| Глумац              | Улога           |
| ------------------- | --------------- |
| Ејми Менсон         | Џоди Хетфилд    |
| Ленс Хенриксен      | Ед Харли        |
| Лин Верал           | Хагис           |
| Бредли Тејлор       | Рики Мекој      |
| Клер Ламс           | Доли Хетфилд    |
| Роб Фриман          | шериф Далас Поп |
| Овидију Никулеску   | Боби Џо Хетфилд |
| Питер Барнс         | отац Мекој      |
| Елвин Дандел        | Тристан Мекој   |
| Ричард Дурден       | старац Хетфилд  |
| Алин Константинеску | Емет Хетфилд    |
| Разван Опреа        | Брет Хетфилд    |
| Руди Розенфелд      | Абнер Хетфилд   |
| Калин Пуја          | Томи Хетфилд    |